# Ring (manga)
Pour les articles homonymes, voir Ring.
Ring est une série de mangas issue du roman Ring (voir Ring (film)) de Kōji Suzuki.

## Liste des Tomes

### Ring (T1)
- Sortie au Japon : 1999
- Histoire : Takahashi Hiroshi
- Dessin : Misao Inagaki
- Sortie en France : 02/2005 chez Panini
  - 308 pages
  -  (ISBN 2-84538-447-5)

### Ring 2 (T2)
- Sortie au Japon : 1999
- Histoire : Takahashi Hiroshi
- Dessin : Meimu
- Sortie en France : 04/2005 chez Panini
  - 194 pages
  -  (ISBN 2-84538-488-2)

### Ring 0 (T3)
- Sortie au Japon : 2000
- Histoire : Kōji Suzuki
- Dessin : Meimu
- Sortie en France : 06/2005 chez Panini
  - 158 pages
  -  (ISBN 2-84538-513-7)

### Ring: Spiral (T4)
- Sortie au Japon : 1999
- Histoire : Kōji Suzuki
- Dessin : Sakura Mizuki
- Sortie en France : 08/2005 chez Panini
  - 194 pages
  -  (ISBN 2-84538-543-9)

### Birthday (T5)
- Sortie au Japon : 1999
- Histoire : Kōji Suzuki
- Dessin : Meimu
- Sortie en France : 11/2005 chez Panini
  - 156 pages
  -  (ISBN 2-84538-573-0)